# Колтове (Брянська область)
Колтове (рос. Колтово) — присілок в Брянському районі Брянської області Російської Федерації.
Населення становить 337 осіб. Входить до складу муніципального утворення Мічурінське сільське поселення.

## Історія
Від 2005 року входить до складу муніципального утворення Мічуринське сільське поселення.

## Населення
| 2010 | 2013 |
| ---- | ---- |
| 344  | ↘337 |